# 加利西亚之声
加利西亚之声是在西班牙加利西亚自治区发行量最高的日报。它的主要语言为西班牙语，在一些文化专栏也有用到加利西亞語。2000年5月17日，该报开始在互联网上提供电子版本。

## 历史
《加利西亚之声》由加利西亚政治家胡安·费尔南德斯·拉托雷于1882年1月4日创刊。在第一次世界大战期间，它报道基于事实，观点中立。1885年，该报成立加利西亚图书馆出版社，致力于向外界传播加利西亚作家的作品。
1982年发行量73,189份，1993年达到了107,446份，2003年为111,000份，2008年103,341份2011年为94,844份。

## 争议

### 政治效忠
与大多数的加利西亚当地报纸一样，《加利西亚之声》依靠地方政府的补贴而存活，这严重影响了其编辑内容的独立性。在2009年加利西亚议会选举中，右翼政党加利西亚人民党击败了左翼西班牙工人社会党-加利西亚民族主义集团联合，获得了多数席位。该报也因此获得了超过400万欧元的补贴金。有很多社会团体批判这种政治偏见，他们指出，已经有一些媒体因缺乏加利西亚地方政府财政支持而破产解体。

### 工资削减
2018年12月，《加利西亚之声》向员工提议减薪12.5％至14.5％，这引发了工会的强烈反对。事实上，早在2014年，该报就已经实行了10.5％的年度工资削减制度。